# Жиронда, Винс
Винс Ансельмо Жиронда (англ. Vincent Anselmo Gironda; 9 ноября 1917, Бронкс, Нью-Йорк — 18 октября 1997, Вентура, Калифорния) — американский культурист, тренер звёзд шоу-бизнеса и киноиндустрии и выступавших культуристов, автор многочисленных статей журнала «IronMan» и учебных пособий по питанию, основатель компании по производству пищевых добавок, создатель метода «8х8» силового тренинга.
В различных СМИ Жиронду не раз называли одним из величайших тренеров по бодибилдингу всех времён.

## Биография

### Ранние годы
Семья переехала на запад в Лос-Анджелесе, когда отец Винса, каскадёр, получил предложение работать в предстоящем фильме Бен-Гур: история Христа в 1925 году. Винс попробовал свои силы в работе каскадёра, но когда он увидел фотографию Джона Гримека, то понял, что нужно большее физическое развитие, и начал поднимать тяжести в возрасте 22 лет.
Первый тренажёрный зал, в котором тренировался Винс Жиронда, был в местном YMCA («Ассоциация молодых христиан»). Там он тренировался в течение восьми месяцев до того момента, как стал тренироваться в зале братьев Истон (англ. Easton). Братья Истон готовили из Жиронда тренера, там он работал и экспериментировал с программами тренировок, прежде чем открыть свой зал в Северном Голливуде, штат Калифорния в 1948 году.

### Тренер звёзд
К началу 1950-х годов Жиронда был очень известным тренером чемпионов бодибилдеров, актёров кино и телевидения. Он утверждал, что сможет привести в форму быстрее, чем кто-либо, поэтому киностудии будут посылать своих актёров и актрис именно к нему.
Краткий список звёзд, которые тренировались в тренажёрном зале Винса: Роберт Блейк, Шер, Клинт Иствуд, Дензел Вашингтон, Джеймс Гарнер, Томми Чонг (из комического дуэта Чича и Чонга), Брайан Кит и Эрик Эстрада.
Зал Винса Жиронды находился под боком у нескольких киностудий, и режиссёры отправляли туда заплывших жиром актёров и актрис, чтобы быстро подготовить их к съёмкам. Винс умел за считанные недели привести киноактёров в хорошую форму, и многие воспринимали это как чудо. Благодаря этому тренер и получил славу и признание. Такие актёры, как Курт Рассел и Клинт Иствуд, называли Винса «настоящим волшебником» и считали своим другом.
Жиронда за свою карьеру вырастил больше чемпионов, чем любой другой тренер в мире, среди титулованных чемпионов, занимавшихся по его системам, такие звёзды, как: Фредди Ортис, Ларри Скотт, Арнольд Шварценеггер, Серхио Олива, Мохаммед Маккави (англ. Mohamed Makkawy), Дон Ховорт (англ. Don Howorth), Рег Льюис, Джон Тристрам, Дон Питерс (англ. Don Peters), Пит Капуто (англ. Pete Caputo) и многие другие.

### Писатель
В 1970 Винс писал бесчисленные статьи для журнала «IronMan», организовал бизнес-заказы по почте, основал компанию по производству пищевых добавок и был автором своих учебных пособий по питанию, всё это время тренажёрный зал работал.
В 1980 году книга была издана в сотрудничестве с «MuscleMag International» в соавторстве с Робертом Кеннеди под названием «Освобождение дикого тела» (англ. Unleashing the Wild Physique). В ней содержатся «тонны» знаний Винса, собранные и испытанные им на протяжении всей своей 30-летней карьеры. Выпуску книги сопутствовал промотур, на котором «Железный Гуру» проводил семинары по всей территории США и Канады.

### Репутация и падение
В 1960-х годах репутация Винса как личного тренера по бодибилдингу выросла в связи с победами его учеников на важнейших соревнованиях.
В 1965 году, самый известный ученик Винса того времени, Ларри Скотт, выиграл первый конкурс «International Federation of BodyBuilding & Fitness» («IFBB») «Мистер Олимпия».
Бодибилдеры, тренировавшиеся в тренажёрном зале Винса на протяжении многих лет: Джейк Стейнфелд, Лу Ферриньо, снявшийся в сериале в 1978 году «Невероятный Халк», Фрэнк Зейн, Дон Ховарт (англ. Don Howorth) и даже Арнольд Шварценеггер.
Вскоре Жиронда стал известен как «Железный Гуру», этим именем его окрестил бывший редактор журнала и фотожурналист Дени Уолтер (англ. Denie Walter).
В 1990-х растущая популярность современных тренажёрных залов, привлекательных для широких масс, всё более затрудняла работу личным тренерам звёзд в простых спортзалах. Так, спортзал Винса закрылся в ноябре 1995 года, причиной был любимый сын Винса — Гай, имевший серьёзные проблемы со здоровьем. Со слов Ларри Скотта, всё оборудование зала было продано всего лишь за 5 000 долларов.

### История выступлений
- 1949 Pro Mr California — 4-е место
- 1950 Mr USA — 4-е место
- 1952 AAU Mr America — 2-е место
- 1958 Mr USA — 3-е место
- 1962 Мистер Вселенная (Mr. Universe) — 2-е место

### Смерть
Жиронда умер 18 октября 1997 года в графстве Вентура, менее чем за месяц до своего 80-летия.

## Философия тренинга

### Питание
Жиронда был помешанным на здоровом питании и часто цитировал, что успех в бодибилдинге на 85 % зависит именно от питания. Также он был рьяным сторонником диет с низким содержанием углеводов и рекомендовал включать в рацион множество дополнений (см. Спортивное питание), в том числе таблетки высушенной печени, ламинарии, ферменты пищеварения и сырые железы надпочечников и орхидей. При определённых обстоятельствах Жиронда рекомендовал бы до трёх десятков куриных яиц в день, наряду с сырым молоком (негомогенизированное, непастеризованное). По мнению Жиронды, большое количество яиц по эффекту схожи с анаболическим стероидом Метандиеноном. Научно обоснованного доказательства своей теории он никогда не предоставлял.
Жиронда был категорически против использования стероидов для развития телосложения, утверждая, что они способствуют гротескному (уродливому) облику.

### «Оригинальные» идеи
Жиронда имел много «оригинальных» идей силового тренинга. Например, в отличие от других тренеров бодибилдинга, он не заставлял делать регулярно приседания для большинства молодых спортсменов, в его зале даже не было стоек для приседания, заявляя, что приседания были причиной чрезмерного развития ягодиц и бёдер по отношению к икрам. Исключением были лишь женщины и некоторые мужчины, которым действительно необходимы более развитые ягодицы и бёдра.
Винс был одним из первых на сцене бодибилдинга, утверждавший, что приседания не способствуют развитию мышц живота.
Жиронда выступал против использования регулярного жима лёжа для развития груди. Для Винса жим лёжа был «плохим» упражнением — он выступал за жим широким хватом в стиле «гильотина», в котором штанга опускается к горлу вместо грудной клетки. Он считал свои «жирондовские отжимания» лучшими для общей разработки пекторальных (больших и малых грудных) мышц. Для Винса, грудные мышцы должны быть «широкими плитами», а не похожие на женскую грудь.
Для спины Жиронда рекомендовал использовать полный диапазон движения тяги грифа с касанием груди, чтобы полностью сжать широчайшие мышцы спины. Его теория в бодибилдинге заключалась в том, чтобы построить тело, используя изолирующие упражнения для достижения максимального мышечного напряжения.
Методы тренинга Жиронды для новичков были «уникальны» и значительно отличались от методов «специалистов» и владельцев спортзалов. Например, большинство авторитетных специалистов рекомендовали новичкам заниматься три раза в неделю, выполняя 8-10 упражнений в три подхода (сета) по 8-10 повторений. Жиронда же считал, что день отдыха между тренировками начинающим спортсменам не нужен и советовал им тренироваться в первую неделю шесть дней подряд, выполняя один сет каждого упражнения; во вторую — все упражнения выполнять в два сета; в третью — три сета; в четвёртую — Винс устанавливал для спортсменов трёхразовый график тренировок. Далее он советовал шесть месяцев выполнять каждое упражнение в три сета, меняя периодически комплекс упражнений. Это предотвращало перетренированность спортсменов и позволяло сохранить спортивный энтузиазм, избежав рутиной однообразной работы и проработать все мышцы под разными углами.
Главная идея, которую Винс представлял каждому начинающему спортсмену, — это тренировка мышц с постепенным увеличением нагрузок. Сверхнагрузки предъявляют организму новые жёсткие требования, в результате чего происходит значительная мышечная компенсация — как подготовка к будущим тяжёлым тренировкам, что вызывает рост физической силы. Так можно развить силу сухожилий почти не увеличив объём мышц. Рост мышечной массы, как пояснял Винс, происходит, только если тренировки со сверхнагрузкой сочетаются с правильным и качественным питанием.
Некоторые спортсмены способны адаптироваться к упражнениям в течение трёх тренировочных сессий, им Жиронда рекомендовал менять программу тренировок чаще для избежания «застоя» (эффект «плато») и перетренированности, а спортивным энтузиастам, которые могут придерживаться только одной программы тренировок длительное время, добиваясь хорошей «накачки» мышц, наращивая их силу и сохраняя стабильные темпы роста, Жиронда советовал ничего не менять. Философии тренировок Жиронды: «Если ничего не сломалось, то и чинить нечего. Если что-то работает, зачем это менять?».

### Идеи сверхнагрузки
Одна из главных идей, которые проповедовал Винс Жиронда, заключалась в простом принципе сверхнагрузок: работать нужно с малыми или средними весами, но очень много, постепенно увеличивая нагрузку по мере адаптации мышц. Жиронда заявлял, что только постепенное увеличение нагрузки способно предъявить организму реальные требования, которые впоследствии приводят к мышечному росту — суперкомпенсации, а также настаивал, что тренировки должны проходить примерно в одно и то же время суток, и не важно, проходят они утром или вечером, — это помогает организму настраивать свои внутренние часы и заранее готовиться к нагрузкам; в ожидании тренировок, организм сам повышает тонус мышц.

### Программы тренинга
Всю свою жизнь Жиронда пытался создать самую лучшую систему силового тренинга, но лишь на закате своей карьеры ему это удалось. Он создал тренировочную программу, в основу которой лёг метод «8х8», которая способна в кратчайшие сроки привести мышцы в тонус, подтянуть их, и одновременно сжечь жировую прослойку.

### Сосредоточенность
Винс настаивал, что музыки в спортзале быть не должно, по его мнению музыка способствует лишь устанавливать и регулировать ритм и темп аэробных упражнений, выполняемых в оживлённой танцевальной манере, кроме того, вкусы у всех разные, поэтому кого-то музыка может отвлекать и раздражать. Поэтому Винс считал, что спортсмен, приходя в зал, изначально должен иметь психологический настрой, необходимый для успеха в бодибилдинге, и подчёркивал: «Моя система работает, чего иногда нельзя сказать о моих учениках. Если не хотите работать, вы знаете, где дверь.».
Невозможно работать над созданием и изменением мышечных форм под фонограмму новомодной рок-группы. Неужели эти музыкально настроенные люди не понимают, что достижение физического совершенства требует живого воображения, огромного желания, абсолютной веры в себя, мысленного представления результата и бесконечной преданности выбранному пути? Как можно этого добиться под звуки отвлекающей музыки?
Как и Винс Жиронда, Джо Голд также не разрешал включать музыку в своём спортзале.